# محمد بن جریر بن رستم طبری
ابوجعفر محمد بن جریر بن رستم طبری آملی (۲۲۶–۳۱۰ قمری) یا به اختصار ابن رستم طبری دانشور و متکلم برجسته امامی اواخر سده سوم قمری که اصلاً از آمل طبرستان بود.

## تحصیل و زندگی
محمد بن جریر بن رستم طبری آملی، فقیه، متکلم و صاحب حدیث، وی محقق در مذهب اهل بیت بود  او را شیخ طوسی و نجاشی ستوده‌اند. ابوالحسن بن بابویه در تاریخ ری می‌گوید که او به ری آمد و از جمله کلام‌شناسان و دارای نوشتارهای گوناگون بود.

## آثار
- آداب الحمیده
- الایضاح در امامت
- دلایل الائمه
- المستر
- نوادرالمعجزات
- الرواهٔ عن اهل‌البیت